# Brzeziny Potockie
Brzeziny Potockie – część wsi Potoczek w Polsce, położona w województwie lubelskim, w powiecie janowskim, w gminie Potok Wielki.
W latach 1975–1998 Brzeziny Potockie należały administracyjnie do województwa tarnobrzeskiego.
Brzeziny Potockie wzmiankowane już w 1718 roku. Początkowo należały do Zamoyskich, później Karskich, w XIX wieku w częściach do właścicieli dóbr Potoczek, Lachmanów i plebana potockiego. W II połowie XIX wieku powstała kolonia Warsza-Brzeziny. W 1897 roku Brzeziny liczyły 125 mieszkańców, a w 1921 roku 20 domów i 109 osób